# Cubocephalus incognitus
Cubocephalus incognitus là một loài tò vò trong họ Ichneumonidae.